# Takmung
Takmung is een bestuurslaag in het regentschap Klungkung van de provincie Bali, Indonesië. Takmung telt 4571 inwoners (volkstelling 2010).